# 穆为民
穆为民（1961年11月10日—），男，汉族，河南叶县人，中华人民共和国政治人物。中国人民大学研究生院政治经济专业毕业，在职研究生学历。

## 生平
早年在郑州纺织机电专科学校机械制造工艺与设备专业学习。1985年6月加入中国共产党。1983年8月毕业后分配到郑州纺织机械厂，历任技术处技术员团委干事、副书记、党委委员，党委委员、团委书记。1992年5月，任共青团河南省郑州市委副书记、党组成员。1994年4月，任共青团河南省郑州市委书记、党组书记，市青联主席。1996年12月，任河南省巩义市委副书记（正县级）。1997年2月，任河南省巩义市委副书记、市长，2000年12月任中共巩义市委书记，2003年6月任中共郑州市委常委并继续担任中共巩义市委书记。2006年12月，任中共郑州市委常委、副市长。2009年2月，任中共南阳市委副书记、市长候选人；3月任代市长；4月任市长。
2013年，担任第十二届全国人民代表大会河南地区代表。
2013年4月，任中共南阳市委书记。2016年11月，升任中共河南省委常委。2017年1月，兼任省委秘书长。2018年2月24日，当选为第十三届全国人大代表。
2021年10月，不再担任中共河南省委常委。同年11月，任河南省人大常委会党组成员。2022年1月，当选为省人大常委会副主任。